# Artilleriewerk Aeschiried

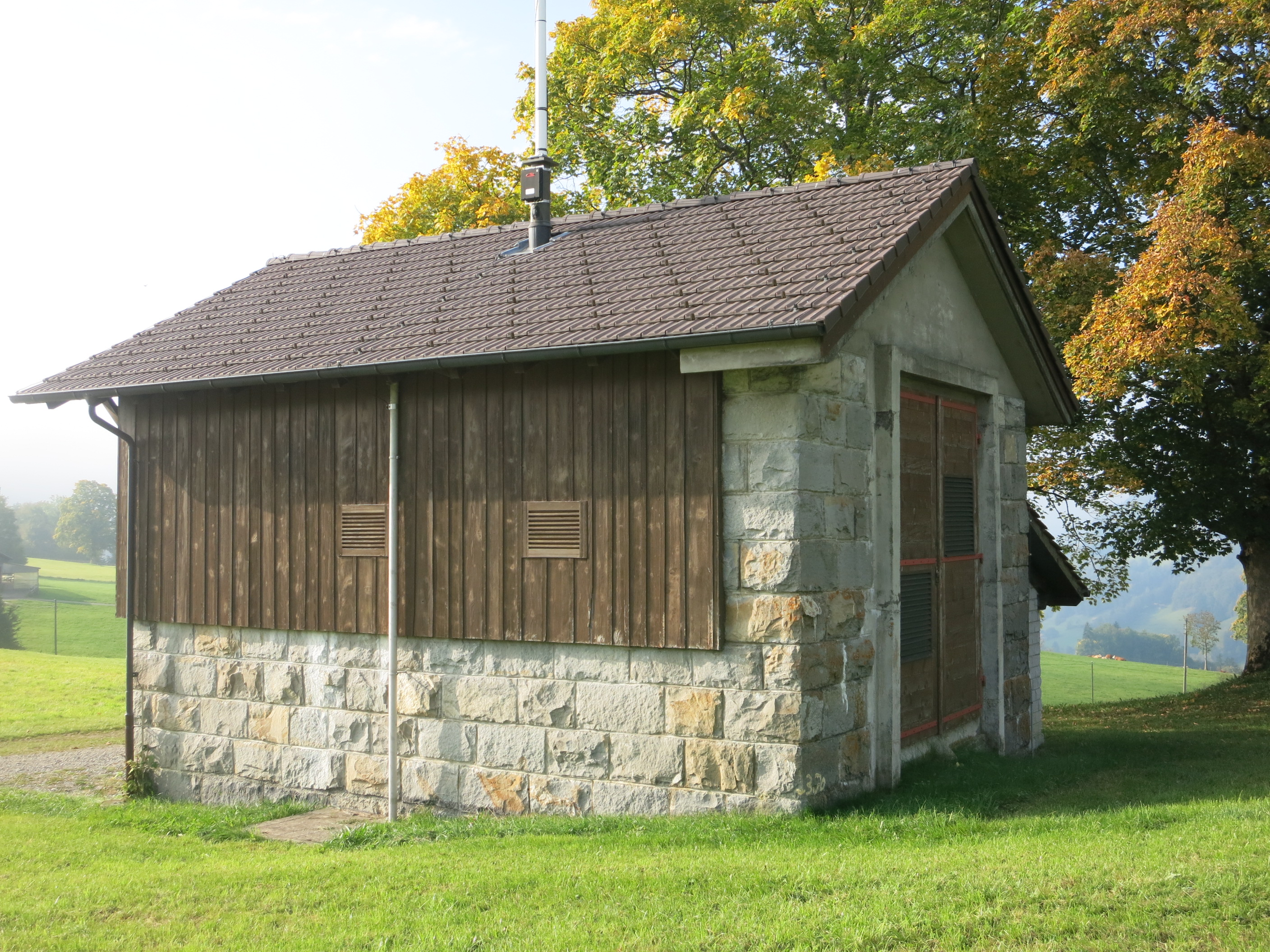
Artilleriebunker A 1968

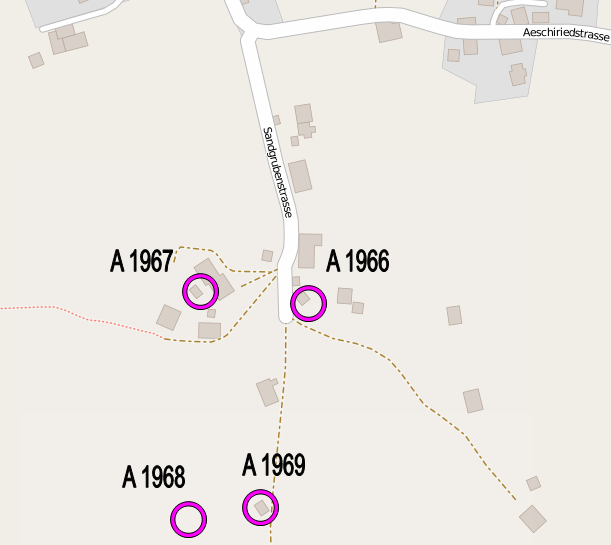
Artilleriebunker Aeschiried

Das Artilleriewerk Aeschiried (Armeebezeichnung «Sand» A 1966–1969) befindet sich im Ortsteil Aeschiried der Gemeinde Aeschi bei Spiez am linken Ufer des  Thunersees im Berner Oberland. Das Werk gehörte zum Einsatzraum der 3. Division und ab 1947 der Reduitbrigade 21. Das Werk wurde ab 1942 erstellt und 1947 als Waffenstellung aufgegeben.

## Geschichte
Der Anstoss zum Bau des Werks gab die von General Guisan befohlene neue Armeestellung im Reduit (Operationsbefehle Nr. 11, 12, 13). Die  3. Division (Berner Division) wurde von der Limmatstellung abgezogen und dislozierte vom Fricktal in den neuen Einsatzraum beidseits des Thunersees.
Die 3. Division bildete mit Befehl vom März 1941 die Divisionsartilleriegruppen (Div Art Gr) I am rechten und II am linken Thunerseeufer. Die Feuerstellungen der Divisionsartilleriegruppe II lagen im Raum Faulensee-Krattigen-Reichenbach-Aeschi-Hondrich. Der Kommandoposten Heinrich war die zentrale Feuerkoordinations-/Feuerleitstelle mit Kommando- und Beobachtungsposten für die Artilleriewerke rund um den Thunersee.
Mitte 1942 wurden in der Umgebung des 300 Meter-Schiessstandes Feldmoos (Sandgruben) mit dem Rohbau von vier Bunkern für Artilleriegeschütze begonnen. Die Bunker wurden als landwirtschaftliche Gebäude (Ställe) getarnt. Sie waren untereinander nicht mit Stollen verbunden. Einzelne Einrichtungen (Kollektiv-Maskenschutz) waren im März 1945 noch unvollendet.
- Artilleriebunker A 1966 ⊙
- Artilleriebunker A 1967 ⊙
- Artilleriebunker A 1968 ⊙
- Artilleriebunker A 1969 ⊙

Die Armierung bestand aus vier 10,5-cm-Festungsgeschütze (Kan 35)  auf Parallelhebellafetten. Die Anlage wurde 1940 von der Schweren Motorkanonenbatterie (Sch Mot Kan Bttr) 136 und ab 1941 von der Sch Mot Kan Bttr 128 betrieben.

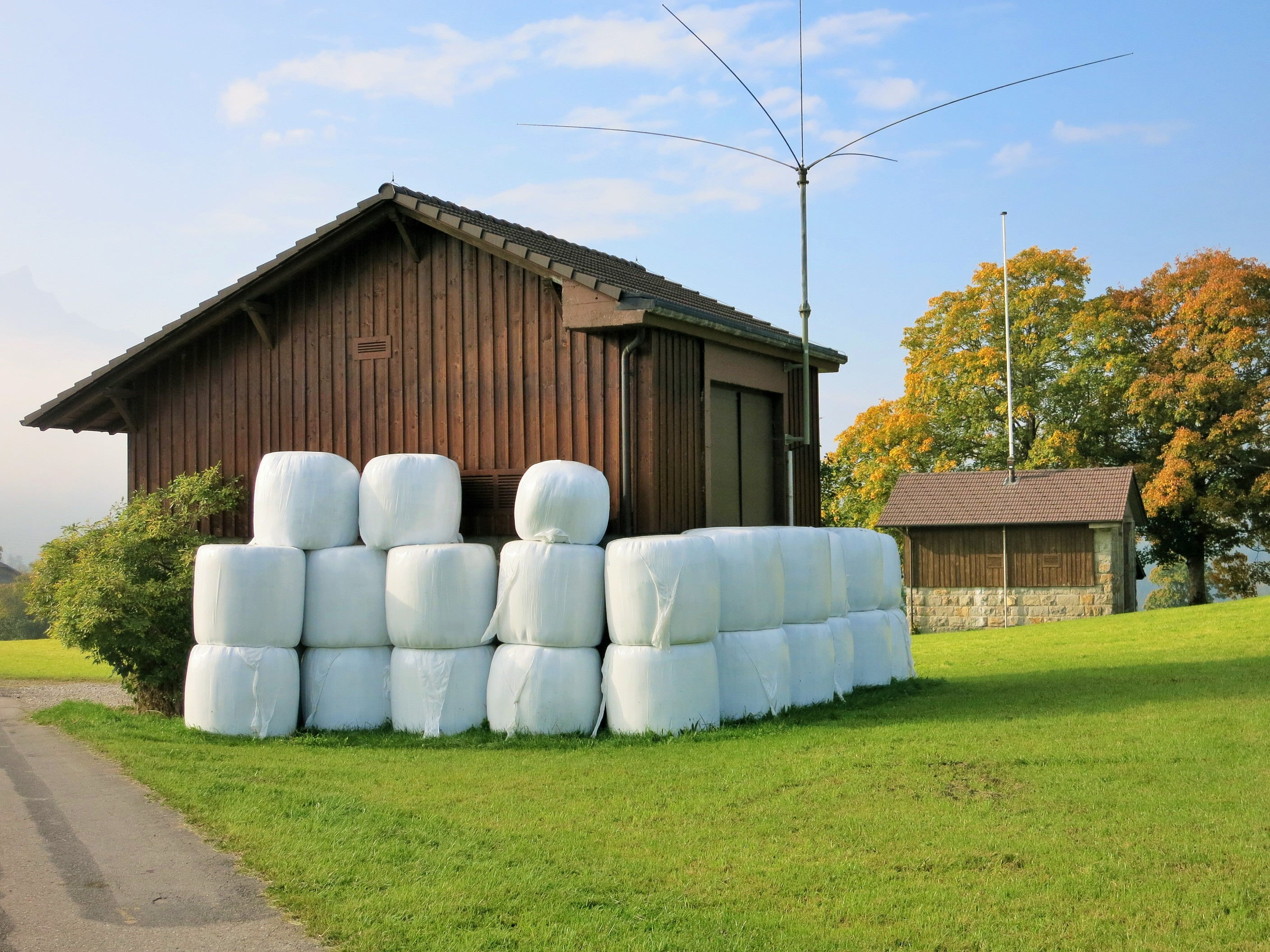
Funkzentrum Aeschiried

## Funkzentrum Aeschiried
Wegen der exponierten Lage (Luftangriff) wurden die Bunker als Waffenstellungen 1947 aufgegeben und für andere Zwecke umgenutzt. Mit der Bildung des Spezialdienstes in der Untergruppe Nachrichtendienst und Abwehr (UNA) (Nachfolger P-26 und Projekt 27) entstand ab zirka 1965 in Hentschenried und ab 1979 in Aeschiried ein Funkzentrum (Sende-/Empfangseinrichtungen). Das Funkzentrum bestand aus drei Kurzwellensender Siemens 1 kW mit einer Langdrahtantenne und einer Sendebreitbanddipolantenne. Die Empfangsanlage war mit einem Watkins-Johnson-Empfänger und zwei räumlich getrennten Empfangsantennen ausgerüstet. Das Funkzentrum sollte den Kontakt der zentralen Führung mit den verschiedenen Widerstandszonen und einem allfälligen Exilstandort des Bundesrates ermöglichen.